# Icefields Parkway
De Icefields Parkway (Frans: Promenade des Glaciers), ook Alberta Highway 93, is een weg in Alberta, Canada, die langs veel natuurschoon gaat in de Canadese Rocky Mountains, zoals canyons, gletsjers, en rivieren. 
De parkway is 230 kilometer lang en werd voltooid in 1940. Hij loopt parallel aan de Continental Divide, de bergrug die van Alaska, door Canada en de Verenigde Staten naar Mexico loopt. De weg loopt van Jasper (nationaal park Jasper) naar Lake Louise (Alberta) (nationaal park Banff). Parkway is een algemene term voor snelweg door een fraai landschap.

## Route
Vanaf Lake Louise in het noordwesten van nationaal park Banff loopt de Icefields Parkway langs de volgende bezienswaardige plaatsen:
- Crowfootgletsjer
- Bowrivier, de top (2088 meter) en het Peytomeer
- Mistaya Canyon
- De plaats Saskatchewan River Crossing
- Parker-bergketen
- Columbia-ijsveld (Athabascagletsjer)
- Icefield Centre
- Athabascawaterval
- Sunwaptarivier, de -bergpas en -waterval

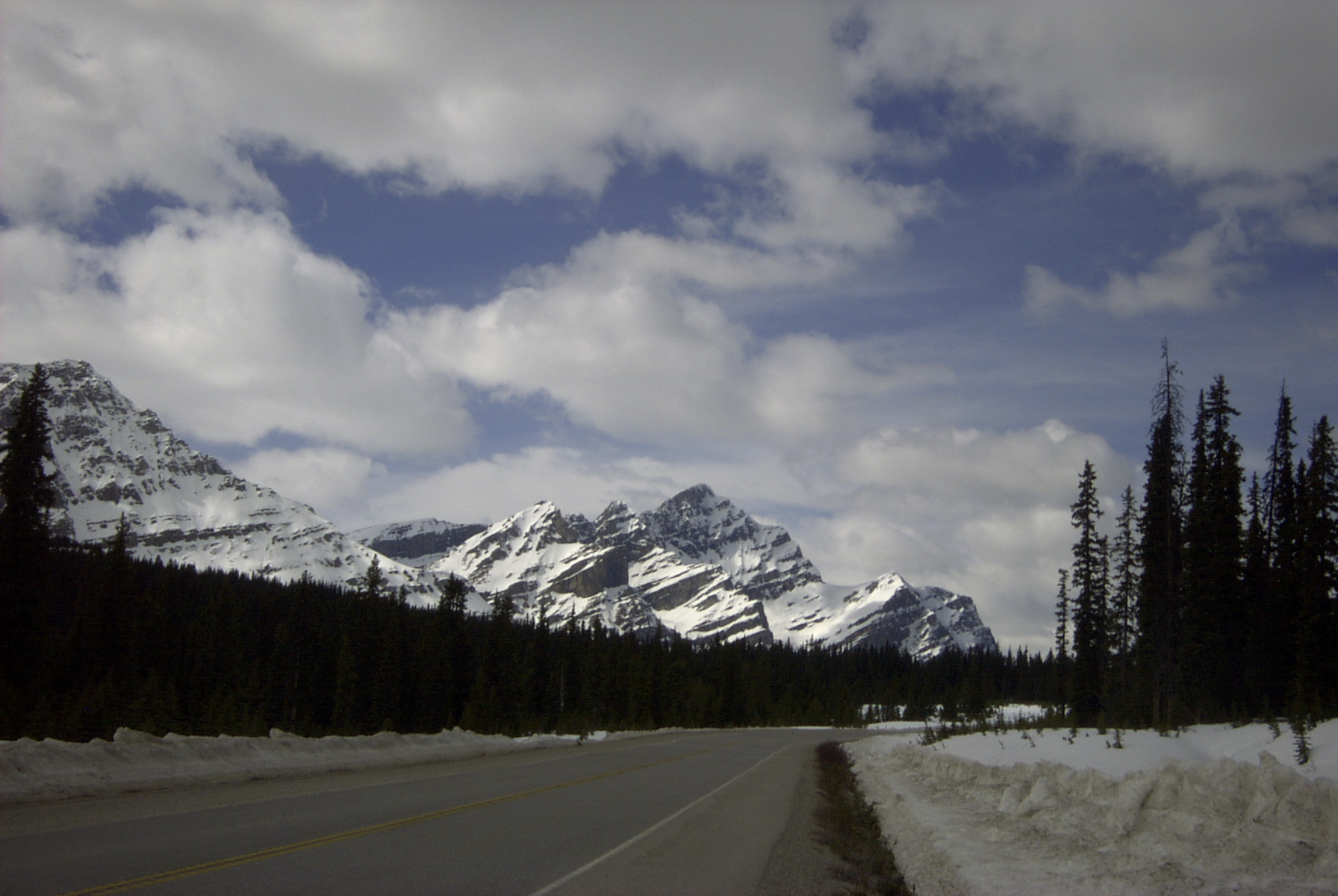
Blik vanaf de Icefields Parkway naar het noorden
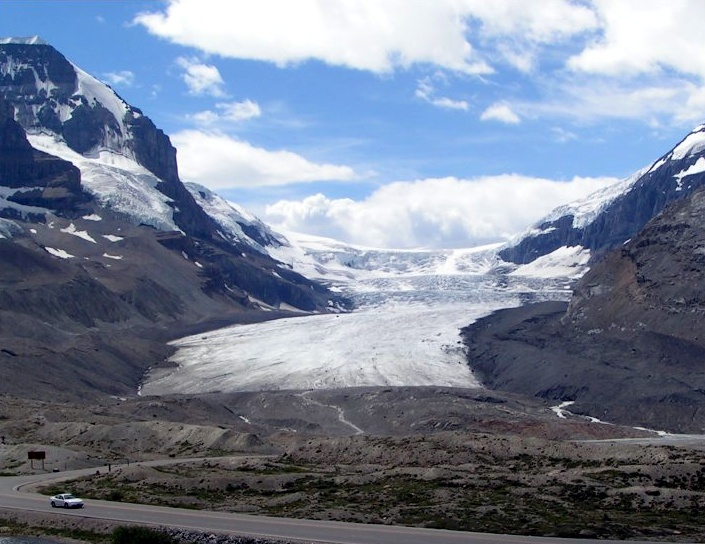
Athabasca op het Columbia-ijsveld
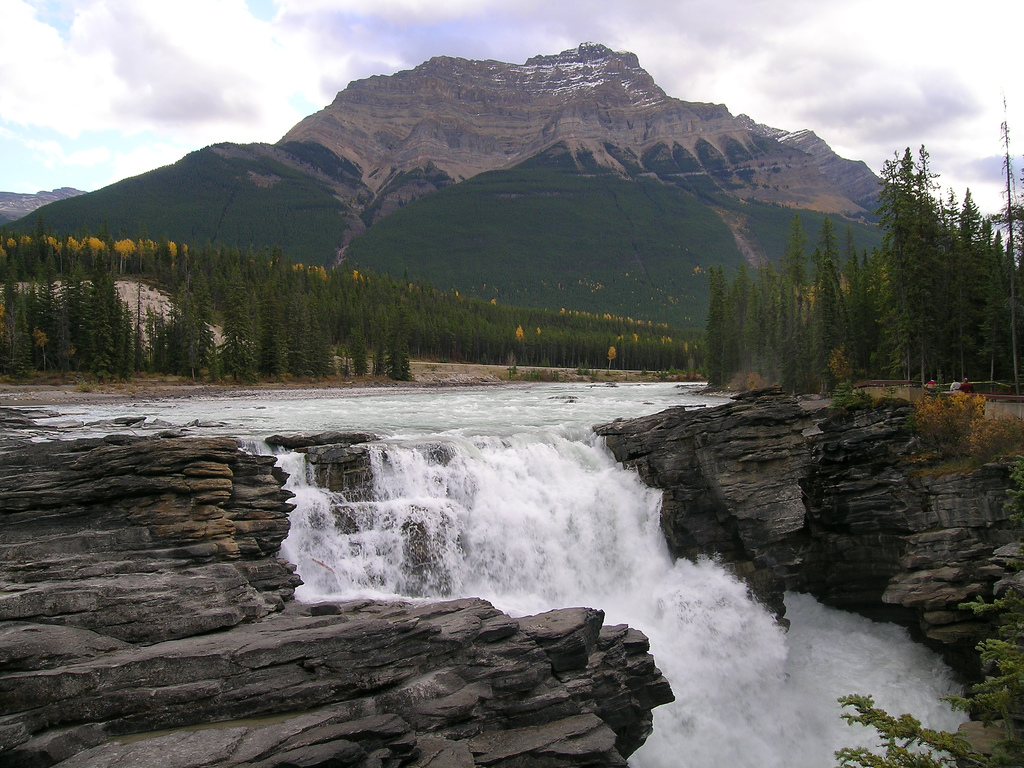
Athabascawaterval